# South Dakota Messenger
South Dakota Messenger foi um jornal feminista semanal na Dakota do Sul, Estados Unidos, de janeiro de 1912 a outubro de 1914. Foi publicado em Pierre, Dakota do Sul por Wm. J. Mundt. Marguerite Karcher-Sahr, filha do pioneiro de Pierre, Henry Karcher, escreveu para o jornal. Ruth B. Hipple foi uma das editoras.